# Maury Yeston
Maury Yeston est un compositeur, parolier et théoricien de la musique américain, né le 23 octobre 1945 à Jersey City. Au fil de sa carrière, Yeston a remporté deux Tony Awards, deux Drama Desk Awards et un Laurence Olivier Award. Il est intronisé au American Theater Hall of Fame en 2023.

## Biographie

### Jeunesse et formation
Maury Yeston est né dans une famille de mélomanes : sa mère est une pianiste accomplie et son père interprète fréquemment des chansons de music-hall anglais. Dès ses cinq ans, il prend des cours de piano auprès de sa mère et, deux ans plus tard, déroche un prix de composition. Son intérêt pour la comédie musicale se manifeste à ses dix ans lorsqu'il assiste à une représentation de My Fair Lady à Broadway
Lors de ses années lycéennes, Yeston s'intéresse au jazz, au folk, au rock and roll et à la musique ancienne. Sur cette même période, il s'initie à la guitare folk, joue du vibraphone dans un groupe de jazz et s'investit dans le madrigal.
Lors de ses études supérieures, Yeston intègre l'Université Yale en théorie musicale et en composition. Une fois diplômé, il obtient une bourse et rejoint l'Université de Cambridge où il poursuit ses études en musicologie et en composition. A cette époque, il remporte de nombreux prix.
Yeston revendique des influences diverses, tels que Igor Stravinsky, Béla Bartok, Aaron Copland, Dizzy Gillespie, Peter, Paul and Mary, Elvis Presley, les Beatles ou encore Bernard Herrmann.
Par la suite, Yeston rejoint la faculté du Département de Musique de Yale où il enseigne pendant huit ans. Sur cette période, il publie des ouvrages théoriques (The Stratification of Musical Rhythm et Readings in Schenker Analysis and Other Approaches) et est cité à deux reprises par le corps étudiant comme l'un des dix meilleurs professeurs de l'établissement.

### Révélation avecNine
« Je suis autant parolier que compositeur, et le théâtre musical est le seul genre que je connaisse dans lequel les paroles sont aussi importantes que la musique. »

— Maury Yeston

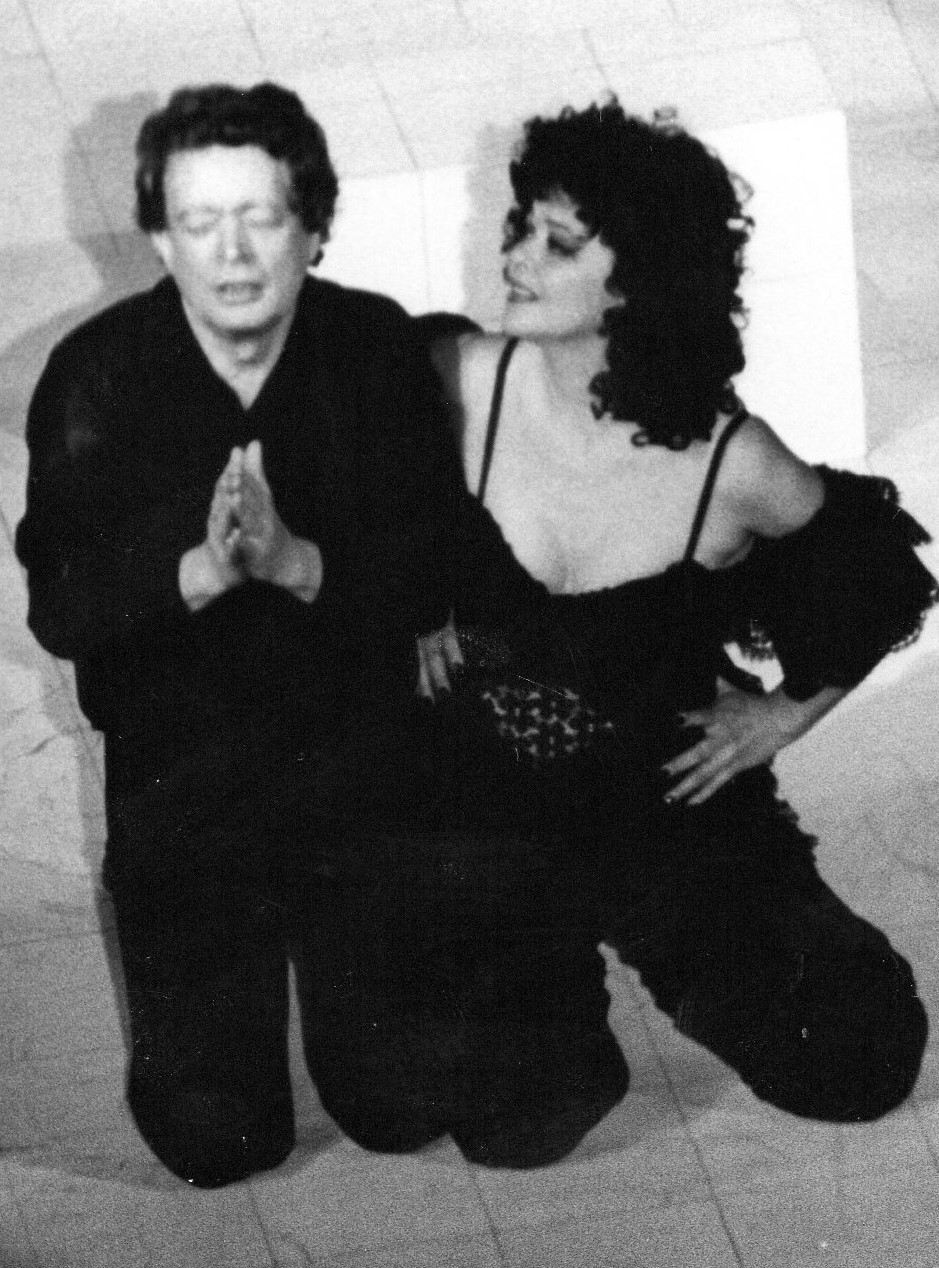
Ernst-Hugo Järegård (Guido) et Anna Sundqvist (Saraghina) dans la version suédoise de Nine, en 1989.

En parallèle de l'enseignement à Yale, Yeston travaille sur sa première comédie musicale. En 1973, il finit ainsi le premier jet de Nine, transposition scénique du film Huit et demi de Federico Fellini. Le compositeur s'identifie profondément au personnage principal, Guido Contini : « J'ai toujours cru en tous les rêves et idéaux qui s'incarnaient dans un artiste. Et voici un film sur un artiste en difficulté ! C'est devenu une obsession. [...] Nine était le projet que je voulais vraiment, désespérément, écrire - sans jamais penser ne serait-ce qu'une minute qu'il serait produit un jour. Le film avait eu un impact phénoménal sur moi ». Le livret, initialement dévolu à Mario Fratti, est finalement confié à Arthur Kopit. Ce dernier travaille en étroite collaboration avec Yeston.
Nine est finalement monté en 1982 au 46th Street Theatre, porté par la mise en scène de Tommy Tune. A la surprise de son auteur, cette création est un immense succès public et critique. Elle lui permet de remporter les Tony Awards de la meilleure comédie musicale et de la meilleure partition originale.
La production originale de Nine se joue durant 729 représentations, avec Raúl Juliá en tête d'affiche. Par la suite, elle connaît diverses productions internationales, notamment en Suède, au Royaume-Uni, en France, au Japon et en Hongrie.
Devant le succès de Nine, Yeston quitte son poste de professeur pour se consacrer à la création.

### Confirmation avecGrand Hotel
En 1989, Yeston est contacté par Tommy Tune pour améliorer la comédie musicale Grand Hotel. Grand Hotel s'inspire du roman original Menschen im Hotel de Vicki Baum et du long-métrage éponyme d'Edmund Goulding, que Yeston apprécie. La musique et les paroles sont signées par le tandem Robert C. Wright/George Forrest. Sur l'impulsion de Tune, ces derniers acceptent que Yeston se joigne à l'équipe. Le compositeur écrit sept nouvelles chansons dont Love Can't Happen, I Want to Go to Hollywood, At The Grand Hotel, Bonjour Amour, Roses at the Station et Grand Parade (le nouveau numéro d'ouverture) ; il signe également des paroles supplémentaires pour certains titres de Wright et Forrest.
Le spectacle gagne en popularité et s'étend sur 1 077 représentations. Yeston est nommé aux Tony Awards pour la meilleure musique et remporte deux Drama Desk Awards pour la musique et les paroles.

### Notoriété mondiale
Au début des années 80, le duo Yeston et Kopit, fraîchement auréolé du succès de Nine, est approché par le metteur en scène et acteur Geoffrey Holder. Ce dernier leur propose de créer une comédie musicale basée sur Le Fantôme de l'Opéra de Gaston Leroux. Yeston ne cache pas son scepticisme : « J'ai ri, encore et encore... C'est la pire idée du monde ! Pourquoi écrire une comédie musicale en s'inspirant d'une histoire horrifique ? Puis, il m'est venu à l'esprit que l'intrigue pouvait être quelque peu modifiée. [Le Fantôme] devenait alors un protagoniste se rapprochant de Quasimodo ou d'Elephant Man. [...] C'est pour ce personnage que vous verserez des larmes ». Phantom, malgré plusieurs contretemps et une concurrence féroce, est montée en 1991. Si la comédie musicale pâtit du célèbre Phantom of the Opera d'Andrew Lloyd Webber, elle connaît néanmoins plus de 1 000 productions à travers le monde, dont plusieurs au Japon et en Corée du Sud. Selon Yeston, Phantom serait le « plus grand succès à n'avoir jamais été monté sur Broadway ». Les retours de la presse sont élogieux,,, et Phantom devient l'une des œuvres les plus célèbres de Yeston.
Toujours en 1991, il présente December Songs, un cycle de chansons inspiré du Winterreise de Franz Schubert et commandé pour la célébration du centenaire du Carnegie Hall (New York). December Songs est interprété par la chanteuse de cabaret Andrea Marcovicci.

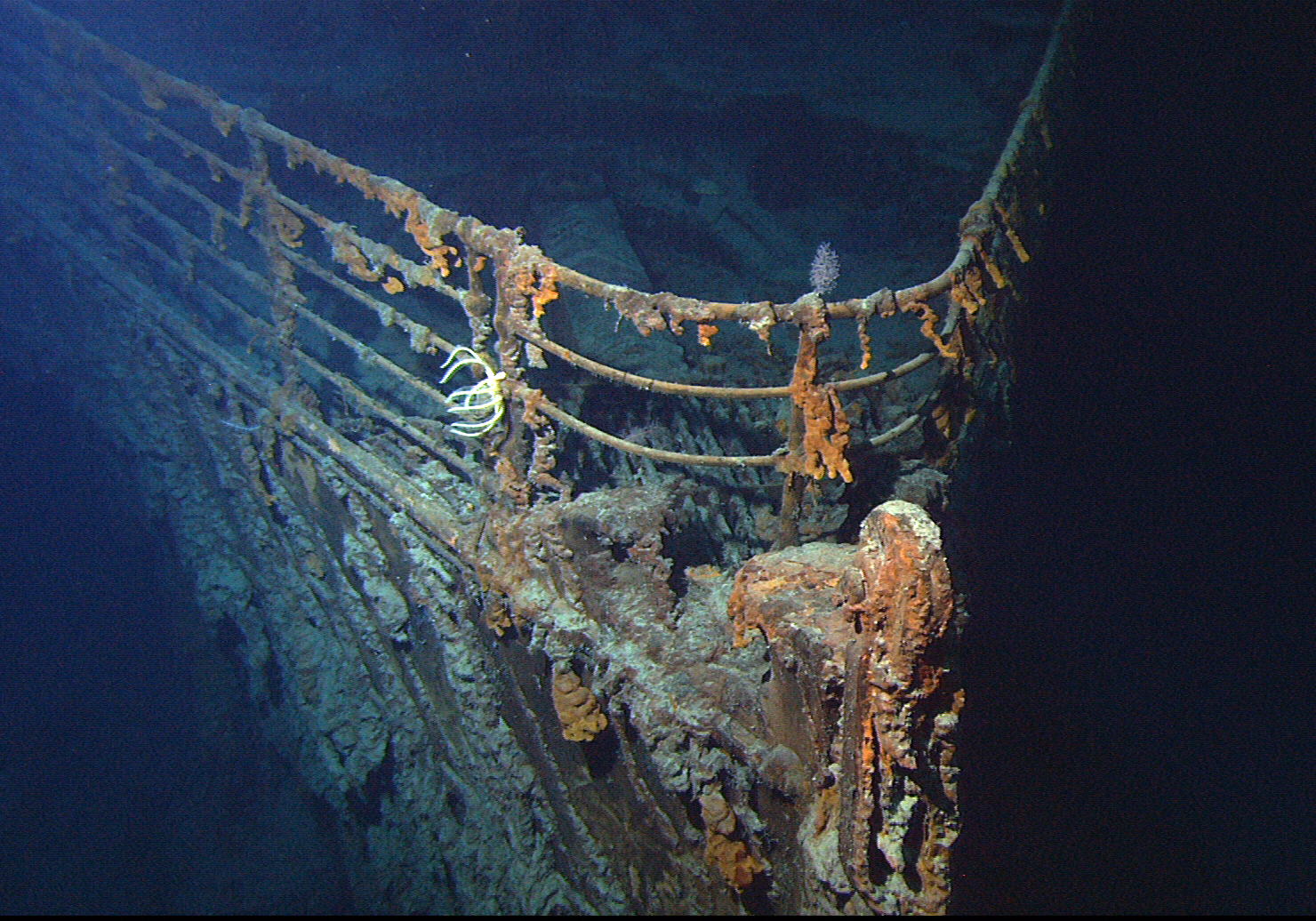
La découverte de l'épave du Titanic, en 1985, donne à Yeston l'idée d'un nouveau projet musical. Il lui faudra plus de dix ans pour la concrétiser.

En 1985, la découverte de l'épave du RMS Titanic avait d'ores et déjà suscité l'intérêt de Yeston : « Ce qui m'a attiré [sur le Titanic], ce sont les aspects positifs qu'incarnait le navire : 1) la quête de l'humanité pour de grandes œuvres artistiques et des prouesses technologiques similaires, malgré la possibilité d'un échec tragique, et 2) les rêves des passagers à bord [...] » ; à son sens, il tient là : « le potentiel d'une grande expression émotionnelle et musicale sur scène ». Plus d'une décennie s'écoule avant qu'il ne concrétise le projet aux côtés du librettiste Peter Stone. La comédie musicale Titanic, inspirée du célèbre drame maritime, est ainsi montée en 1997 au Lunt-Fontanne Theatre. Elle sort ironiquement en même temps que le blockbuster de James Cameron. Le spectacle est tièdement accueilli par la critique mais s'avère au final un succès : il cumule 804 représentations et 26 avant-premières, plusieurs tournées en Amérique étendues sur trois ans et diverses productions internationales, notamment au Royaume-Uni, au Japon, en Corée du Sud, en Chine, en Australie, en Allemagne, aux Pays-Bas, en Belgique ou encore en Hongrie. Via Titanic, Yeston remporte de nouveau les Tony Awards de la meilleure comédie musicale et de la meilleure musique,.

### L'après 2000, entre succès discrets, adaptations et hommages
En 2003, pour le revival de Nine, il reçoit un autre Tony Award dans la catégorie Meilleure reprise d'une comédie musicale. Deux ans plus tard, un autre revival, celui de Grand Hotel, lui apporte son premier Laurence Olivier Award. 
Courant 2009, lorsque Nine est adapté au cinéma sous la direction de Rob Marshall, Yeston signe deux nouvelles chansons (Take It All et Cinema Italiano). Take It All, interprétée par Marion Cotillard, est nommée aux Oscars. Ironiquement, le titre Cinema Italiano est incompris par une partie de la presse qui juge le texte stéréotypé, futile et mal incorporé dans la trame originelle,,. A contrario, Yeston en délivre l'analyse suivante : « Cinema Italiano définit le personnage joué par Kate Hudson. Elle incarne une commentatrice particulièrement superficielle. Elle n'est même pas critique de cinéma ; en fait, elle est rédactrice de mode pour Vogue. Elle est un peu étourdie et utilise des termes cinématographiques qu'elle ne comprend pas vraiment. [Elle] visualise le cinéma via ses aspects les plus superficiels. C'est vraiment la dernière chose que [le héros] a besoin d’entendre et cela représente un tournant dans le film. Car c'est ainsi qu'il se rend compte que les gens l'admirent souvent pour de mauvaises raisons. Pour la première fois, il ne couche pas avec une femme et il retourne rejoindre son épouse ». Si elle divise les critiques, Cinema Italiano est nommée dans la catégorie Meilleure chanson aux Golden Globes, aux Critics' Choice Movie Awards et aux Satellite Awards.
En 2011, il présente une nouvelle comédie musicale tirée de la pièce La Morte in Vacanza d'Alberto Casella, Death Takes a Holiday. La pièce, très célèbre, avait déjà connu deux adaptations au cinéma : La mort prend des vacances (1934) et Rencontre avec Joe Black (1998). Le livret est signé par Peter Stone et retravaillé par Thomas Meehan après le décès de Stone en 2003. La production se joue au Laura Pels Theatre, en off-Broadway. Elle reçoit un accueil tiède et est jouée très brièvement durant l'été 2011. Le Time classe néanmoins la comédie musicale dans son top dix des meilleurs spectacles de l'année et, face à son échec, intitule sa chronique : « La Mort méritait de vivre ». Malgré sa réception mitigée, Death Takes a Holiday est nommé pour onze Drama Desk Awards. Elle connaît un revival en off-West End en 2017.
La République populaire de Chine lui commande une adaptation musicale du Pavillon aux pivoines courant 2012. Le spectacle reste finalement au statut d'atelier.

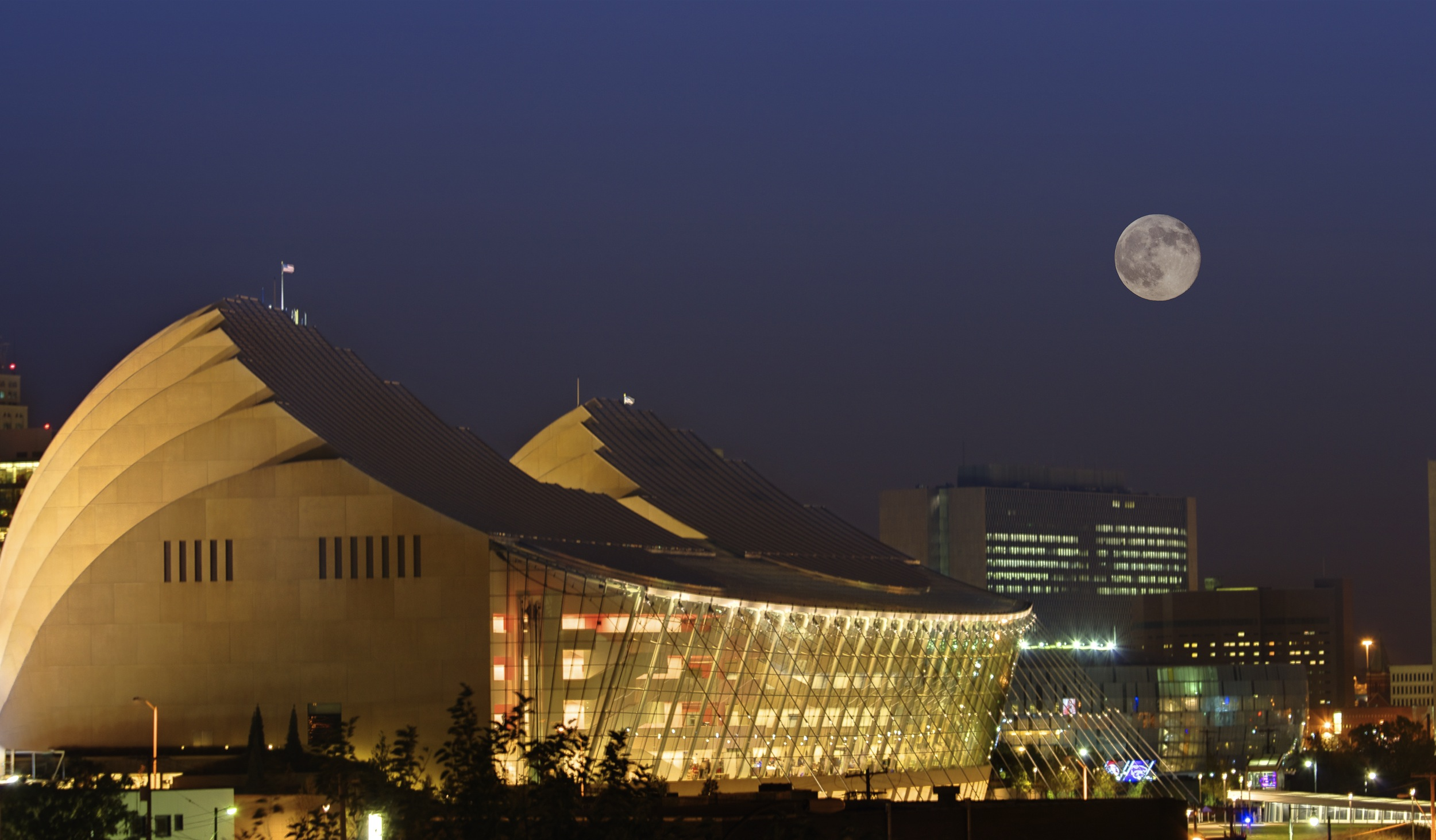
Le Kauffman Center for the Performing Arts où le ballet Oliver Twist a fait ses premiers pas.

En 2011, Yeston s'attelle à son premier ballet : Tom Sawyer: A Ballet in Three Acts. Le projet est en réalité une idée de longue date, née après les débuts de Nine. Le spectacle est créé au Kauffman Center for the Performing Arts de Kansas City, dans le Missouri. Il est interprété par le Kansas City Ballet. The New York Times y voit le « premier ballet en trois actes entièrement américain ».
En 2020, Gerard Alessandrini créé et met en scène le spectacle Anything Can Happen In The Theatre. Alessandrini est un collaborateur de Yeston depuis les années 80 : il a notamment mis en scène son pastiche biblique In the Beginning. Anything Can Happen In The Theatre a pour particularité de s'articuler entièrement autour des créations de Yeston. Outre la réinterprétation de titres célèbres (notamment Unusual Way de Nine, Love Can't Happen de Grand Hotel ou encore Home de Phantom), la trame comporte huit chansons inédites, toutes issues de projets inaboutis. La revue se joue au York Theatre, à Manhattan.
Si les dernières créations de Yeston suscitent un engouement modéré, Nine et Phantom témoignent d'une popularité intacte. Ces deux comédies musicales connaissent de nombreuses reprises, que ce soit dans les pays anglophones ou par des troupes internationales. Phantom s'illustre par exemple dans neuf productions japonaises différentes entre 2004 et 2023, au Grand Théâtre de Takarazuka et au Umeda Arts Theater. Yeston manifeste souvent de son intérêt pour la scène tokyoïte. Ainsi, en 2019, il soutient publiquement Yū Shirota, acteur principal et metteur en scène d'une toute nouvelle version de Phantom dont il souligne l'investissement : « [La pièce] a été jouée à de nombreuses reprises, dans le monde entier, mais c'est la première fois que l'acteur qui incarne Eric dirige aussi la production. [...] Je fais confiance à Yū et je veux qu'il soit libre dans sa mise en scène, comme son instinct le lui dicte ». Deux ans plus tard, Shirota sera également félicité par Yeston pour son prix aux 28e Yomiuri Theatre Awards : le comédien y obtient la récompense du meilleur acteur pour sa performance de Guido dans Nine. Cette production nippone décroche en outre les prix de la meilleure comédie musicale, du meilleur metteur en scène pour Shuntarō Fujita et de la meilleure actrice pour Miyu Sakihi.
Le 6 novembre 2023, aux côtés de Bebe Neuwirth, Mandy Patinkin, Laurie Metcalf, Judd Hirsch, JoAnne Akalaitis, John Weidman et Amiri Baraka, Yeston est intronisé au American Theater Hall of Fame. La cérémonie, présidée par Susan Stroman, se tient au Gershwin Theatre.
En juillet 2025, une série de concerts commémorant le 80e anniversaire de Maury Yeston et le 20e anniversaire du Umeda Arts Theater est programmée à Tokyo et Osaka : intitulé Life's A Joy! Life Goes On!, le projet est mis en scène par Yamato Ikuta et reprend les principaux succès de Yeston. Il réunit une vingtaine d'interprètes confirmés parmi lesquels Keisuke Higashi, Kanata Irei, Kazuki Katō, Kiho Maaya, Yū Shirota, Kōhei Ueguchi ou encore Tomona Yabiku. Tous se sont illustrés dans une comédie musicale du compositeur, qu'il s'agisse de Nine, Grand Hotel, Phantom, Titanic ou Death Takes a Holiday.
En 2026, Yeston retourne à un projet d'envergure avec Issa in Paris. Écrite par la parolière Chikae Takahashi, la comédie musicale retrace le périple fantasmé du poète Kobayashi Issa en France. Kurumu Okamiya et Naoto Kaihō sont annoncés dans le rôle titre. Shuntarō Fujita, déjà à l'œuvre sur Nine, signe la mise en scène.

### Vie privée
Yeston est marié à Julianne Waldhelm. Ils ont trois enfants : Jake, Max et Emma.

## Œuvres

### Spectacles musicaux
- 1981 : Cloud Nine
- 1982 : Nine
- 1987 : In the Beginning
- 1989 : Grand Hotel
- 1989 : Goya: A Life In Song
- 1991 : Phantom
- 1991 : December Songs
- 1997 : Titanic
- 2000 : An American Cantata
- 2009 : The Royal Family
- 2011 : Death Takes a Holiday
- 2012 : The Peony Pavilion
- 2020 : Anything Can Happen In The Theatre
- 2026 : Issa in Paris

### Autres compositions
- Concerto for Cello and Orchestra
- December Songs
- Sonata for Piano
- Aube (d'après Aube d'Arthur Rimbaud)
- Five Ecstatic Songs
- Trilogues for Three String Quartets
- Song for Violin and Piano
- My Grandmother's Love Letters

### Cinéma
- 2009 : Nine

### Ballet
- 2011 : Tom Sawyer: A Ballet in Three Acts

### Publications
- The Stratification of Musical Rhythm (1975, Yale University Press)
- Readings in Schenker Analysis and Other Approaches (1977, Yale University Press)
- Rubato and the Middleground, Journal of Music Theory. Vol. 19. No. 2. (1975). pp. 286-301

## Distinctions

### Récompenses
- Tony Award de la meilleure partition originale, 1982 (Nine)
- Drama Desk Award de la meilleure musique, 1982 (Nine)
- Drama Desk Award des meilleures paroles, 1982 (Nine)
- Tony Award de la meilleure partition originale, 1997 (Titanic)
- Elaine Kaufman Cultural Center Creative Arts Award, 1998[38]
- Doctorat honorifique en musique, Five Towns College 2004[39]
- Laurence Olivier Award, 2005 (Grand Hotel)
- Kayden Visiting Artist, remis par l'Université d'Harvard[38]
- Prix Emerson College Leonidas A. Nicklole Artist of Distinction, 2017
- Prix Sheldon Harnick de l'excellence créative, 2020[40]
- American Theater Hall of Fame, 2023[41]

### Nominations
- Tony Award de la meilleure partition originale, 1990 (Grand Hotel)
- Drama Desk Award de la meilleure musique, 1990 (Grand Hotel)
- Drama Desk Award des meilleures paroles, 1990 (Grand Hotel)
- Grammy Award du meilleur album de comédie musicale, 1983 (Nine)
- Grammy Award du meilleur album de comédie musicale, 1998 (Titanic)
- Grammy Award du meilleur album de comédie musicale, 2004 (Nine)
- Oscar de la meilleure chanson originale pour Take It All, 2010 (Nine)
- Golden Globe de la meilleure chanson originale pour Cinema Italiano, 2010 (Nine)
- Broadcast Film Critics Association Award de la meilleure chanson originale pour Cinema Italiano, 2010 (Nine)
- Satellite Award de la meilleure chanson originale pour Cinema Italiano, 2010 (Nine)
- Drama Desk Award for Outstanding Music, 2012 (Death Takes a Holiday)
- Drama Desk Award for Outstanding Lyrics, 2012 (Death Takes a Holiday)